# 岡田利弘
岡田 利弘（おかだ としひろ、1918年10月15日 - 2003年6月22日）は、日本の物理学者。三重県出身。
1941年（昭和16年）に東京大学理学部卒業。1942年（昭和17年）に九州大学助教授。1958年（昭和33年）8月から1959年（昭和34年）9月までイギリス・ブリストル大学に留学。同年から翌1960年（昭和35年）までアメリカ・アイオワ州立大学エーメス研究所研究員を務め、「単結晶のガルバノマグネチック効果」で学位を受けた。1959年（昭和34年）九州大学教授、1964年（昭和39年）東京工業大学教授となり、1975年（昭和50年）に「物性物理学シリーズ5 物性実験の基礎」を朝倉書店から沢田正三、藤田英一とともに出版。
2003年6月22日、急性くも膜下出血のため死去。